# Società Ginnastica Pro Lissone 1931-1932
Questa voce raccoglie le informazioni riguardanti la Società Ginnastica Pro Lissone nelle competizioni ufficiali della stagione 1931-1932.
La Pro Lissone scese in campo per tutta la stagione con una maglia a strisce verticali bianco-azzurre.

Viene presentato il progetto per la realizzazione della tribuna coperta (prima non esistevano tribune).

## Organigramma societario
Area direttiva
- Presidente: cav. Oreste Paleari
- Consiglieri: avv. Lodovico Terruzzi, geom. Ferdinando Cajani, rag. Rodolfo Santambrogio, dott. Franco Pessina, rag. Mario Crippa, Angelo Gariboldi.

Area organizzativa
- Segretario e cassiere: Elviro Arosio

Area tecnica
- Allenatore: Attilio Brugola
- Massaggiatore: Luigi Sala

## Rosa
| N. |                   | Ruolo | Calciatore        |
| -- | ----------------- | ----- | ----------------- |
|    | Italia (bandiera) | A     | Luigi Arosio      |
|    | Italia (bandiera) | P     | Angelo Belloni    |
|    | Italia (bandiera) | C     | Pietro Casanova   |
|    | Italia (bandiera) | D     | Alessandro Cassar |
|    | Italia (bandiera) | A     | Carlo Curti       |
|    | Italia (bandiera) | D     | Franco Dell'Acqua |
|    | Italia (bandiera) | C     | Angelo Faggiotto  |
|    | Italia (bandiera) | D     | Luigi Ferrario    |
|    | Italia (bandiera) | D     | Stefano Gallio    |
|    | Italia (bandiera) | A     | Luigi Gelosa      |
|    | Italia (bandiera) | A     | Dario Gerola      |
|    | Italia (bandiera) | A     | Pietro Lorenzini  |

| N. |                   | Ruolo | Calciatore        |
| -- | ----------------- | ----- | ----------------- |
|    | Italia (bandiera) | A     | Maiocchi          |
|    | Italia (bandiera) | C     | Danilo Mariani    |
|    | Italia (bandiera) | C     | Felice Mariani    |
|    | Italia (bandiera) | D     | Angelo Meani      |
|    | Italia (bandiera) | P     | Antonio Micucci   |
|    | Italia (bandiera) | C     | Giuseppe Micucci  |
|    | Italia (bandiera) | D     | Giordano Panzeri  |
|    | Italia (bandiera) | A     | Angelo Pedrazzini |
|    | Italia (bandiera) | A     | Mario Protti      |
|    | Italia (bandiera) | C     | Celso Rimoldi     |
|    | Italia (bandiera) | A     | Achille Sacchi    |
|    | Italia (bandiera) | C     | Vico Subinaghi    |

## Arrivi e partenze
| Acquisti | Acquisti          | Acquisti         | Acquisti   |
| -------- | ----------------- | ---------------- | ---------- |
| C        | Angelo Faggiotto  | Audace SME       | definitivo |
| D        | Luigi Ferrario    | Varese           | definitivo |
| D        | Stefano Gallio    | Ambrosiana-Inter | definitivo |
| A        | Dario Gerola      | Rovereto         | definitivo |
| A        | Pietro Lorenzini  | Monza            | definitivo |
| A        | Angelo Pedrazzini | Desio            | definitivo |
| C        | Vico Subinaghi    | Fanfulla         | definitivo |

| Cessioni | Cessioni          | Cessioni        | Cessioni           |
| -------- | ----------------- | --------------- | ------------------ |
| A        | Mario Cesana      | Vis Nova        | definitivo         |
| A        | Armando Corsiglia | ???             | definitivo         |
| ?        | Riccardo Berra    | Minerva         | definitivo         |
| C        | Giuseppe Colombo  | Saronno         | definitivo         |
| C        | Felice Comelli    | Comense         | definitivo         |
| C        | Bassano Daccò     | Farini (Milano) | definitivo         |
| ?        | Lodovico Fossati  | ???             | militare a Saluzzo |
| A        | Erminio Parmesani | Vis Nova        | servizio militare  |
| A        | Domenico Torti    | Pavia           | militare a Pavia   |